# 石城日記
『石城日記』（せきじょうにっき）は、忍藩下級武士である尾崎石城が文久元年（1861年）から翌2年（1862年）までの178日間（幕末）の日常を記した絵日記。全7巻。

## 特色
江戸時代に武家の日常を記したものとして、元禄期の名古屋藩下級武士の『鸚鵡籠中日記』や幕末期の桑名藩下級武士の生活を記録した『桑名日記』があり、幕末から明治期にかけての生活の変化を女性視点から記した『小梅日記』があるが、具体的な暮らしの様子まではうかがえるものではなく、その点、絵日記形式の『石城日記』は、自宅･友人宅･寺や料亭など、様々な暮らしぶりが描かれている。

## 石城の経緯
通称は隼之助で、石城は字である。雅号に㐮山･貞幹･華頂･永慶がある（華頂は庄内藩の名山花頂山、㐮山は中国唐山の地名から）。石城は江戸詰めの庄内藩士浅井勝右衛門の次男であったが、尾崎家の養子となった。忍藩では、御馬廻役で百石の中級武士だったが、安政4年（1857年）、29歳の時、上書をして藩政を論じたため、蟄居となり、十人扶持の下級武士となった 。上書の内容は不明だが、絵日記内で水戸浪士の所業に共鳴している一文があるため、尊王攘夷に近い心情だったとも捉えられている。加えて、忍藩が水戸藩とは対立する親藩であったことから、共鳴するような家臣の動きには抑圧的だった。
石城は多くの随筆と詩を書き、軸物絵、屏風絵、襖絵なども描く、文才と画才に優れていた。中には友人知人の依頼もあり、行灯絵も描いている。これらの仕事と読み書きの手習いによって禄を下げられながらも生計を立てていた。
このころ、妹夫婦（妹は邦子、夫は進、下級武士）の家に同居するが独身であり、尾崎家を追い出されたともみられている。石城が33歳時に、絵日記を書く。

## 絵日記からわかる幕末の様子
- 茶漬けを好んで食し、6月20日の記録では、朝食･午飯･夕食の三食とも茶漬けと記されている。
- 鎧櫃（甲冑や武具を納めた箱）は玄関近くの壁や棚に置くのが武家の習慣であったが、永い太平の世になったことで床の間に置かれている様子がたびたび描かれている[5]。
- 当時の炬燵の様子が描かれている[6]。
- 皇女和宮が中山道を通る際の護衛の準備につき、各武家が忙しい中、武装を手作りしていた様子を記し、石城自身、鎖を鉢巻に縫う様子を描いている（この他、腹巻や鎖帷子も作られている様子が描かれ、軽装とわかる）[7]。
- 長徳寺の篤雲和尚（別名泰流軒）が、居合術･棒術･太刀･長刀･柔術を教えており、石城は居合を学んでいる様子が描かれている（石城が正座で、和尚が立ったまま上段に構えている）[8]。
- 石城は占筮もでき、筮竹を用いて、僧侶の使いを占う様子が描かれている。
- 酔った石城の鞘から小柄が落ち、小指に刺さるといった武家らしかぬ失態も描いている他、酔ったために落ちてずぶ濡れになり、（武家ゆえに）人目を気にして顔を隠して井戸へ行くなど、酒にまつわる失敗がたびたび描かれている[9]。

## 備考
- 文久元年6月15日条に、江戸を「江都」と表記している他、17日条では、鰹節を「松魚ふし」と記述している。
- 3月26日条、昨年から売却してきた書物が408冊にもなることが記されており、膨大な資料を有していたことがわかる。中国古典や和歌書、『足軽十ヶ条私解 一巻』『武門故実 一巻』、切腹の書一巻など軍事関係書も見られる。
- 『石城日記』は、慶應義塾大学文学部古文書室に所蔵されており、同所のホームページより日記の閲覧が可能になっている。2014年（平成26年）に国立公文書館で開催された特別展「『江戸のレシピ』-美食から救荒食まで-[10]」には絵日記の画像パネル14点が展示された。